# Eskonsaari (ö i Kajanaland)
Eskonsaari är en ö i Finland. Den ligger i sjön Pirttijärvi och Kaitainjärvi och i kommunen Sotkamo i den ekonomiska regionen  Kajana ekonomiska region  och landskapet Kajanaland, i den centrala delen av landet, 500 km norr om huvudstaden Helsingfors. Öns area är 1,7 hektar och dess största längd är 280 meter i nord-sydlig riktning.